# Wingstop
A Wingstop Inc. é uma rede americana de restaurantes nostálgicos com tema de aviação, especializados em asas de frango. Os locais da Wingstop são decorados de acordo com o tema da aviação "pré-jato" dos anos 1930 e 1940. A rede de restaurantes foi fundada em 1994 em Garland, Texas, e começou a oferecer franquias em 1998. Desde então, a Wingstop cresceu e tornou-se uma rede com mais de 1.250 restaurantes abertos ou em desenvolvimento. A rede está sediada em Addison, Texas.
Em 2003, a rede foi adquirida pela Gemini Investors, que a vendeu para o Roark Capital Group em 2010. A Wingstop tornou-se pública em 2015.

## História
A primeira lojas da Wingstop foi inaugurada em 1994, em Garland, Texas. Os fundadores, Antonio Swad e Bernadette Fiaschetti, já tinham aberto o Pizza Patrón em 1986, quando namoravam.
Em 2017, a rede de restaurantes subiu para quase 70%, avaliando assim a empresa em 914 milhões de dólares.
O Troy Aikman atuou anteriormente como porta-voz nacional da rede.

## Menu

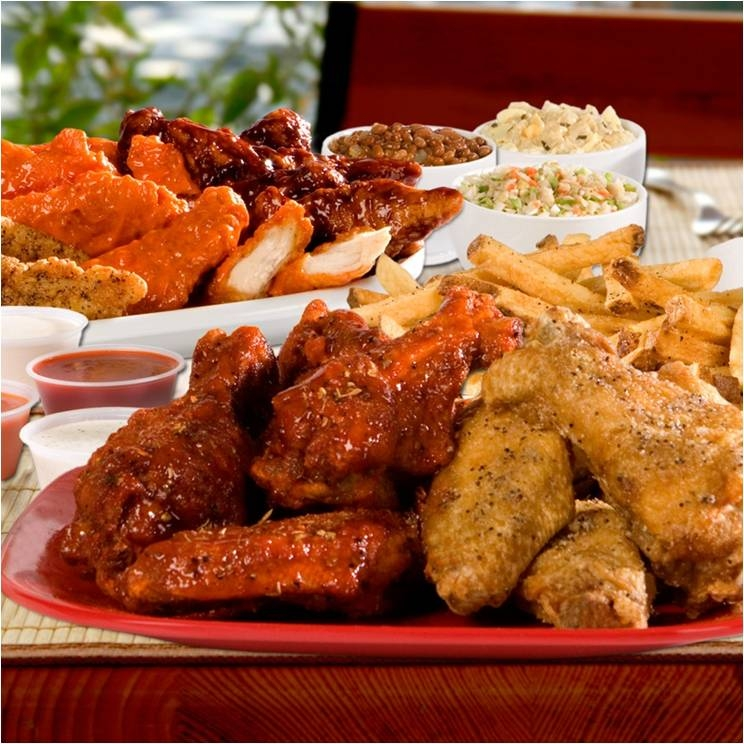
Asas de Wingstop

O menu consiste em asas, asas desossadas e tiras de frango, com uma variedade de molhos e acompanhamentos.
Os sabores no mercado norte-americano que ainda estão disponíveis incluem havaiano, alho parmesão, pimenta limão, pimenta suave, original hot, Hickory Smoked BBQ, limão quente, alho, atómico, manga habanero, Cajun, Louisiana rub e Spicy Korean.
Os sabores de frango anteriores no mercado americano incluíam frutas cítricas brasileiras, teriyaki, Old Bay Seasoning, harissa, pimenta de limão, glacê de mel ancho e molhos combinados que consistem em uma mistura de dois ou mais molhos, como Volcano (havaiano e habanero de manga), Dragon's Breath (atómica e coreana), Saint Louis Barbecue/Bayou Barbecue (original hot, barbecue e Louisina rub).
O mercado norte-americano incluíram feijão cozido com bourbon doKentucky, salada de batata, salada de repolho, batatas fritas e saladas recém-feitas e entradas como sliders, sanduíches submarinos, quesadillas e sanduíches de frango. No entanto, devido às poucas vendas desses produtos, a Wingstop removeu essas opções do menu. Os acompanhamentos oferecidos atualmente incluem batatas fritas (queijo, vodu e búfalo), milho frito Cajun e palitos vegetais (cenoura e aipo).

## Lojas

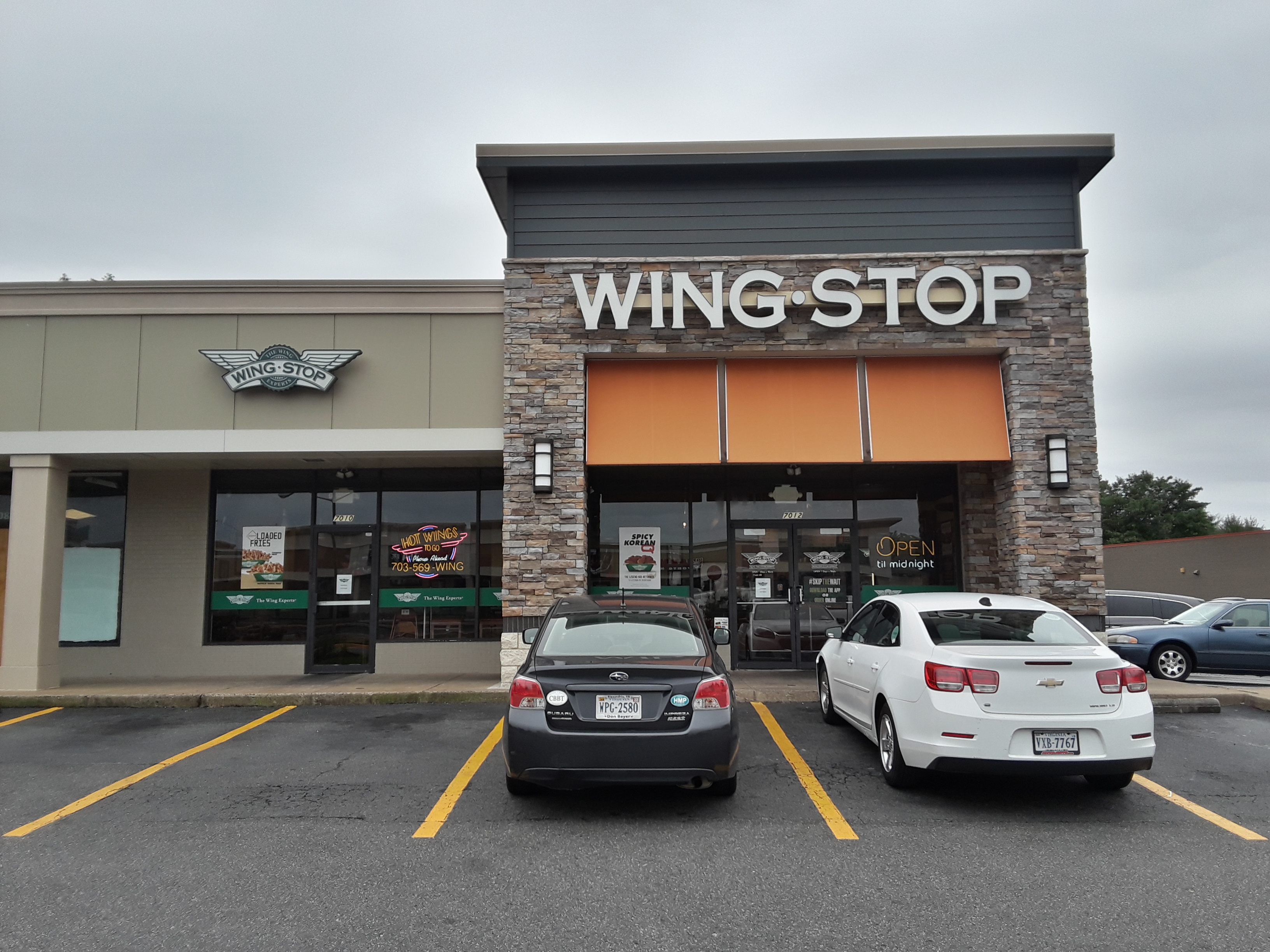
Restaurante Wingstop em Springfield, Virgínia

Em Junho de 2018, a Wingstop tinha lojas nos Estados Unidos, Reino Unido, Austrália, Arábia Saudita, Indonésia, Malásia, México, Panamá, Rússia, Singapura, Colômbia e Emirados Árabes Unidos. A Wingstop informa que uma ou mais lojas na França estarão disponíveis em breve.
A Wingstop "foi a terceira cadeia de restaurantes que cresceu mais rápido nos Estados Unidos em 2015, conforme medido pelas vendas em todo o sistema e pelo crescimento da unidade, de acordo com o Nation's Restaurant News." A rede de restaurantes pretende atingir 2.500 lojas nos Estados Unidos e Charlie Morrison, o CEO da empresa, acredita que pode alcançar isso.